# 尼亞加拉鎮區 (北達科他州大福克斯縣)
尼亞加拉鎮區（英語：Niagara Township）是位於美國北達科他州大福克斯縣的一個鎮區。

## 地方資料
尼亞加拉鎮區的面積為91.19平方千米，當中陸地面積為91.06平方千米，而水域面積為0.13平方千米。根據2020年美國人口普查的數據，當地共有人口71人，而人口密度為每平方千米0.78人。